# سنجش پروتئین برادفورد
آزمون سنجش پروتئین برادفورد (همچنین به عنوان آزمون سنجش پروتئین کوماسی شناخته می‌شود) توسط ماریون ام. برادفورد در سال ۱۹۷۶ ایجاد شد این یک روش آنالیزی طیف‌سنجی سریع و دقیق است که برای اندازه‌گیری غلظت پروتئین در محلول استفاده می‌شود. این واکنش به ترکیب اسید آمینه‌های پروتئین اندازه‌گیری شده بستگی دارد..

Coomassie Brilliant Blue G-250.svg

## اساس آزمون
آزمون برادفورد، یک آزمون رنگ سنجی پروتئین، مبتنی بر تغییر جذب رنگ کوماسی بریلینت بلو G-250 می‌باشد. رنگ کوماسی بریلینت بلو G-250 به سه شکل آنیونی (آبی)، خنثی (سبز) و کاتیونی (قرمز) وجود دارد. در شرایط اسیدی، رنگ قرمز به رنگ آبی تبدیل می‌شود و به پروتئین متصل می‌شود. اگر هیچ پروتئینی برای اتصال وجود نداشته باشد، محلول قهوه ای باقی خواهد ماند این رنگ توسط نیروی واندروالس و ازطریق برهمکنش‌های الکترواستاتیکی، یک کمپلکس قوی و غیر کووالانسی با گروه کربوکسیل پروتئین و گروه آمینه تشکیل می‌دهد. در طی تشکیل این کمپلکس، شکل قرمز رنگ کوماسی ابتدا الکترون آزاد خود را به گروه‌های یونی روی پروتئین اهدا می‌کند که باعث تغییر ساختار پروتئین و در نتیجه باز شدن قسمت آبگریز آن می‌شود. این قسمت‌های آبگریز در ساختار سوم پروتئین از طریق اولین برهمکنش پیوند (نیروهای واندروالس) که گروه‌های آمین مثبت را در مجاورت بار منفی رنگ قرار می‌دهد، به‌صورت غیر کووالانسی به ناحیه غیر قطبی رنگ متصل می‌شوند. این پیوند با برهمکنش پیوند دوم بین این دو، برهمکنش یونی، بیشتر تقویت می‌شود. هنگامی که رنگ به پروتئین متصل می‌شود، باعث تغییر حداکثر جذب از ۴۶۵ نانومتر به ۵۹۵ نانومتر می‌شود به همین دلیل است که قرائت جذب در ۵۹۵ نانومتر گرفته می‌شود
شکل کاتیونی (متصل نشده) سبز/قرمز است و حداکثر طیف جذبی آن در ۴۶۵ نانومتر است. شکل آنیونی (متصل شده) رنگ که توسط فعل و انفعالات آبگریز و یونی در کنار هم نگه داشته می‌شود، دارای حداکثر طیف جذبی است که ۵۹۵ نانومتر است. افزایش جذب در ۵۹۵ نانومتر با مقدار رنگ متصل شده و در نتیجه با مقدار (غلظت) پروتئین موجود در نمونه متناسب است و هر چه رنگ اتصال بیشتری با پروتئین داشته باشد جذب بیشتری به دست می‌آید.
برخلاف سایر تست‌های سنجش پروتئین، آزمایش برادفورد کمتر در معرض تداخل ترکیبات شیمیایی مختلف مانند سدیم، پتاسیم یا حتی کربوهیدرات‌هایی مانند ساکارز است که ممکن است در نمونه‌های پروتئینی وجود داشته باشد، غلظت بالای دترجنت‌ها تنها استثناء برای احتمال تداخل در این آزمون است. سدیم دودسیل سولفات (SDS)، یک شوینده متداول است که ممکن است در پروتئین استخراج شده یافت شود، زیرا از آن برای لیز سلولی از طریق تخریب لایه لیپیدی غشایی و دناتوره کردن پروتئین‌ها برای SDS-PAGE استفاده می‌شود. در حالی که سایر مواد شوینده در غلظت بالا با این آزمایش تداخل می‌کنند، تداخل ناشی از SDS در دو حالت مختلف است و هر کدام در غلظت متفاوتی رخ می‌دهد. هنگامی که غلظت SDS کمتر از غلظت بحرانی میسل (معروف به CMC، 0.00333% W/V تا ۰٫۰۶۶۷٪) در محلول رنگ کوماسی است، ماده شوینده تمایل دارد به شدت با پروتئین متصل شود و مکان‌های اتصال پروتئین را برای معرف رنگ مهار کند. این می‌تواند باعث کم تخمین زدن غلظت پروتئین در محلول شود. هنگامی که غلظت SDS بالاتر از CMC باشد، مواد شوینده به شدت با شکل سبز رنگ کوماسی مرتبط می‌شود و باعث می‌شود تعادل تغییر کند و در نتیجه شکل آبی بیشتری تولید شود. این باعث افزایش جذب در ۵۹۵نانومتر مستقل از حضور پروتئین می‌شود.
بافری که جهت تهیه نمونه پروتئین استفاده می‌شود می‌تواند یکی دیگر از عوامل تداخل باشد. غلظت بالای بافر به دلیل تخلیه پروتون‌های آزاد از محلول توسط باز مزدوج از بافر، باعث می‌شود غلظت پروتئین بیش از حد تخمین زده شود. در صورت استفاده از غلظت کم پروتئین (بعد از آن بافر) مشکلی ایجاد نخواهد شد.
برای اندازه‌گیری جذب یک ترکیب بی‌رنگ، می‌توان از تست برادفورد استفاده کرد. برخی از ترکیبات بی‌رنگ مانند پروتئین‌ها را به دلیل وجود حلقه آروماتیک مانند تریپتوفان، تیروزین و فنیل آلانین می‌توان با چگالی نوری ۲۸۰ نانومتر اندازه‌گیری کرد است، اما اگر هیچ‌یک از این اسیدهای آمینه وجود نداشته باشد، جذب در ۲۸۰ نانومتر قابل اندازه‌گیری نیست.

## مزایا
بسیاری از محلول‌های پروتئینی، بالاترین جذب را در ۲۸۰ نانومتر دارند. برای اینکار نیاز به اسپکتروفتومترهایی که قادر به اندازه‌گیری در محدوده UV می‌باشد. علاوه بر این، حداکثر جذب در ۲۸۰ نانومتر مستلزم آن است که پروتئین‌ها حاوی اسیدهای آمینه آروماتیک مانند تیروزین (Y)، فنیل آلانین (F) و/یا تریپتوفان (W) باشند. همه پروتئین‌ها حاوی این اسیدهای آمینه نیستند، و به همین دلیل یکی از معایب این روش است. اگر اسیدهای نوکلئیک در نمونه وجود داشته باشد، نور را در۲۸۰ نانومتر نیز جذب می‌کنند، که باعث می‌شود نتایج را بیشتر منحرف کنند. با استفاده از سنجش پروتئین برادفورد، می‌توان با مخلوط کردن نمونه‌های پروتئینی با رنگ Coomassie brilliant blue G-250 (معرف برادفورد) و اندازه‌گیری میزان جذب آنها در ۵۹۵ نانومتر، که در محدوده قابل مشاهده قرار دارد و ممکن است با استفاده از دوربین تلفن همراه هوشمند به دقت اندازه‌گیری شود از بروز این مشکلات جلوگیری کرد.
روش برادفورد بسیار آسان و ساده است. این آزمون در یک مرحله انجام می‌شود که در آن معرف برادفورد به همراه نمونه به یک لوله آزمایش اضافه می‌شود. پس از آنکه به‌طور کامل مخلوط شدند، رنگ این مخلوط به رنگ آبی تغییر می‌کند. رنگ از طریق فرآیندی که حدود ۲ دقیقه طول می‌کشد به پروتئین‌ها متصل می‌شود، در محلول‌های اسیدی حداکثر جذب رنگ از ۴۶۵ نانومتر به ۵۹۵ نانومتر تغییر می‌کند. رخ می‌دهد. این رنگ از طریق برهمکنش‌های الکترواستاتیکی با گروه‌های آمینو و کربوکسیل و همچنین برهمکنش‌های وان دروالس، پیوندهای غیر کووالانسی قوی با پروتئین‌ها ایجاد می‌کند. فقط مولکول‌هایی که به پروتئین‌های موجود در محلول متصل می‌شوند، این تغییر را در جذب نشان می‌دهند، که نگرانی تغییر جذب توسط مولکول‌های متصل نشده رنگ را از بین می‌برد. این فرایند سودمندتر است زیرا نسبت به روش‌های دیگر کم هزینه تر، استفاده از آن آسان و حساسیت رنگ به پروتئین بالایی دارد.
پس از آنکه ۵ دقیقه انکوباسیون انجام شد، مقدار جذب را در ۵۹۵ نانومتر با استفاده از اسپکتروفتومتر یا دوربین تلفن هوشمند تلفن همراه خوانده شود..(روش RGBradford).
این آزمون یکی از سریع‌ترین روش‌های سنجش است که روی پروتئین‌ها انجام می‌شود. کل زمان لازم برای آماده‌سازی و تکمیل آزمون کمتر از ۳۰ دقیقه است. کل آزمایش در دمای اتاق انجام می‌شود.
سنجش پروتئین برادفورد یک تکنیک فوق‌العاده حساس است و به کمک این متد می‌توان مقادیر ۱ تا ۲۰ میکروگرم پروتئین را اندازه‌گیری کند.
نمونه‌های پروتئینی معمولاً حاوی نمک‌ها، حلال‌ها، بافرها، نگهدارنده‌ها، عوامل کاهنده و عوامل کلات کننده فلزی هستند. این مولکول‌ها اغلب برای قابل حل نمودن و تثبیت پروتئین‌ها استفاده می‌شوند. سایر آزمایش‌های پروتئین مانند BCA وLowry به دلیل مولکول‌هایی مانند، عوامل کاهنده که در آزمایش تداخل می‌کنند غیر مؤثر هستند. استفاده از برادفورد می‌تواند در برابر این مولکول‌ها سودمند باشد زیرا آنها با یکدیگر سازگار هستند و تداخلی ندارند.
با استفاده از شیب خط نمودار به دست آمده (جذب در برابر غلظت پروتئین در میکروگرم بر میلی لیتر) می‌توان به راحتی بن غلظت پروتئین‌ها را محاسبه نمود.

## معایب
تست برادفورد در یک محدوده ۰ میکروگرم در میلی لیتر تا ۲۰۰۰ میکروگرم بر میلی لیترخطی است، به همین جهت ضروری است که رقت‌های نمونه قبل از آنالیز تهیه شوند. در ساخت این رقت‌ها، خطا در یک رقت در رقت‌های بعدی ترکیب می‌شود که منجر به یک رابطه خطی می‌شود که ممکن است همیشه دقیق نباشد.
در شرایط قلیایی ودر حضور دترجنت‌هایی، مانند SDS، می‌توانند در توانایی رنگ برای اتصال به پروتئین از طریق زنجیره‌های جانبی آن اختلال ایجاد کنند. با این حال، برخی از پروتئین‌ها که توسط سد هسته ای بازدارنده شده‌اند، ممکن است سبب خطا در اندازه‌گیری غلظت گردند.
معرف‌هایی که در این متد استفاده می‌شود تمایل به ایجاد رنگ بر روی لوله‌های آزمایش دارند. به همین دلیل از همان لوله‌های آزمایشی نمی‌توان استفاده کرد زیرا لکه ایجاد شده بر میزان جذب تأثیر می‌گذارد. این روش به زمان نیز حساس است. هنگامی که بیش از یک محلول آزمایش می‌شود، مهم است که مطمئن شوید هر نمونه برای مدت زمان یکسانی برای مقایسه دقیق انکوبه می‌شود.
همچنین پروتئین‌ها با وجود دترجنت‌ها مهار می‌شود، اگرچه این مشکل را می‌توان با افزودن سیکلودکسترین به مخلوط سنجش کاهش داد.
سنجش برادفورد با اندازه‌گیری نسبت جذب، ۵۹۵ بر ۴۵۰ خطی می‌شود. نانومتر این روش اصلاح شده برادفورد تقریباً ۱۰ برابر حساس تر از روش معمولی است.
رنگ Coomassie Blue G250 در روش برادفورد بااتصال به آرژنین و لیزین به پروتئین متصل می‌شود. این یک نقطه ضعف است زیرا ترجیح رنگ برای اتصال به این اسیدهای آمینه می‌تواند منجر به پاسخ متفاوت سنجش بین پروتئین‌های مختلف شود. می‌توان با ایجاد تغییراتی در روش اصلی، مانند افزایش pH با افزودن NaOH یا افزودن رنگ بیشتر این روش را به مواد شوینده ای که می‌توانند با نمونه تداخل داشته باشند حساس نمود.

## نمونه روش برادفورد
مواد مورد نیاز:
- گاما گلوبولین پلاسمای گاوی لیوفیلیزه
- Coomassie brilliant blue
- 0.15 NaCl
- اسپکتروفتومتر و کووت
- میکروپیپت‌ها

### روش (آزمون استاندارد، ۲۰–۱۵۰ میکروگرم پروتئین؛ ۲۰۰–۱۵۰۰ میکروگرم در میلی لیتر)
1. تهیه یک سری استاندارد رقیق شده با ۰٫۱۵ مولار نمک طعام تا غلظت نهایی ۰ (خالی = بدون پروتئین)، ۲۵۰، ۵۰۰، ۷۵۰ و ۱۵۰۰ میکروگرم بر میلی لیتر همچنین رقت‌های سریالی نمونه ناشناخته را برای اندازه‌گیری آماده کنید.
2. ۱۰۰ میکرولیتر از هر یک از موارد فوق را به یک لوله آزمایش جداگانه (یا لوله اسپکتروفتومتر در صورت استفاده از اسپکترونیک ۲۰) اضافه کنید.
3. به هر لوله ۵٫۰ میلی لیتر کوماسی بلو اضافه کنید و با گرداب یا وارونگی مخلوط کنید.
4. اسپکتروفتومتر را روی طول موج ۵۹۵ تنظیم کنید نانومتر، با استفاده از لوله ای که حاوی پروتئین نیست (خالی).
5. ۵ دقیقه صبر کنید و هر یک از استانداردها و هر یک از نمونه‌ها را در ۵۹۵ بخوانید طول موج نانومتر
6. جذب استانداردها در مقابل غلظت آنها را ترسیم کنید. ضریب خاموشی را محاسبه کرده و غلظت نمونه‌های ناشناخته را محاسبه کنید.

#### روش (سنجش میکرو، ۱–۱۰ میکروگرم پروتئین در میلی لیتر)
1. غلظت‌های استاندارد پروتئین ۱، ۵، ۷٫۵ و ۱۰ میکروگرم بر میلی لیتر را تهیه کنید فقط یک نمونه بلانک از NaCl آماده کنید. یک سری رقت از نمونه آماده کنید.
2. ۱۰۰ میکرولیتر از هر یک از موارد فوق را به لوله‌های جدا اضافه کنید (از لوله‌های میکرو سانتریفیوژ استفاده کنید) و ۱٫۰ میلی لیتر Coomassie Blue به هر لوله اضافه کنید.
3. یک اسپکتروفتومتر را روشن کرده و روی طول موج ۵۹۵ نانومتر تنظیم کنید و اسپکتروفتومتر را با استفاده از کووت‌های ۱٫۵ میلی لیتری بلانک کنید یا از دوربین تلفن همراه هوشمند (روش RGBradford) استفاده کنید.[۲۴]
4. ۲ دقیقه صبر کنید و میزان جذب هر استاندارد و نمونه را در ۵۹۵ نانومتر بخوانید
5. جذب استانداردها در مقابل غلظت آنها را ترسیم کنید. ضریب خاموشی را محاسبه کرده و غلظت نمونه‌های ناشناخته را محاسبه کنید.

## استفاده از داده‌های به دست آمده برای یافتن غلظت نمونه مجهول
برای به‌دست آوردن یک منحنی استاندارد، باید از غلظت‌های مختلف BSA (آلبومین سرم گاوی) استفاده نمود و منحنی استاندارد را با غلظت رسم شده در محور x و جذب رسم شده در محور y ایجاد کرد. به منظور ایجاد یک منحنی استاندارد دقیق از دامنه غلظتی محدودی از BSA استفاده می‌شود (2-10 ug/mL). استفاده از دامنه وسیعی از غلظت پروتئین، تعیین غلظت پروتئین مجهول را دشوارتر می‌کند. از این منحنی استاندارد برای تعیین غلظت پروتئین مجهول استفاده می‌شود. در ادامه نحوه استفاده از منحنی استاندارد جهت محاسبه غلظت پروتئین مجهول توضیح داده شده است.
ابتدا یک خط با بهترین تناسب یا رگرسیون خطی اضافه کنید و معادله را روی نمودار نمایش دهید. در حالت ایده‌آل، مقدار R 2 تا حد امکان به ۱ نزدیک است. R نشان دهنده مجموع مقادیر مربع خط است که از هر نقطه داده کم می‌شود؛ بنابراین، اگر R 2 بسیار کمتر از یک شد، بیهتر است که آزمایش را مجدداً تکرار شود تا داده‌های قابل اعتمادتر به‌دست آورید.
BSA Standard Curve.png
جهت محاسبه غلظت نمونه‌های مجهول می‌توان از معادله نمایش داده شده در نمودار استفاده نمود. و جذب به‌دست آمده را در این معادله قرار داد. در نمودار ۱، x غلظت و y جذب است، بنابراین باید معادله را تغییر داد تا x به‌دست آید و جذب نمونه مجهول اندازه‌گیری شده را وارد کرد. این احتمال وجود دارد که مجهول جذب خارج از محدوده استاندارد داشته باشد. این نمونه‌ها را نمی‌توان به کمک این معادله محاسبه نمود زیرا معادله داده شده نمی‌تواند برای اعداد خارج از محدودیت‌های آن اعمال شود. در مقیاس بزرگ، باید ضریب خاموشی را با استفاده از قانون بیر-لامبرت A=εLC محاسبه کرد که در آن A جذب اندازه‌گیری شده، ε شیب منحنی استاندارد، L طول کووت و C غلظت است. در حال تعیین شدن در مقیاس میکرو، ممکن است از یک کووت استفاده نشود و بنابراین فقط باید برای حل x دوباره مرتب شود.
Normalization of concentration.png
برای رسیدن به غلظتی که با داده‌ها همخوانی داشته باشد، رقت‌ها، غلظت‌ها و واحدهای مجهول باید نرمالیزه شوند (جدول ۱). برای انجام این کار، ابتدا باید غلظت پروتئین را بر حجم تقسیم کرد تا غلظت را نرمال کرد و سپس در مقدار رقیق شده ضرب کرد تا رقت ایجاد شده در پروتئین قبل از انجام آزمایش تصحیح شود.

شکل 1. Coomassie Brilliant Blue G-۲۵۰، رنگ اتصال دهنده برای روش برادفورد

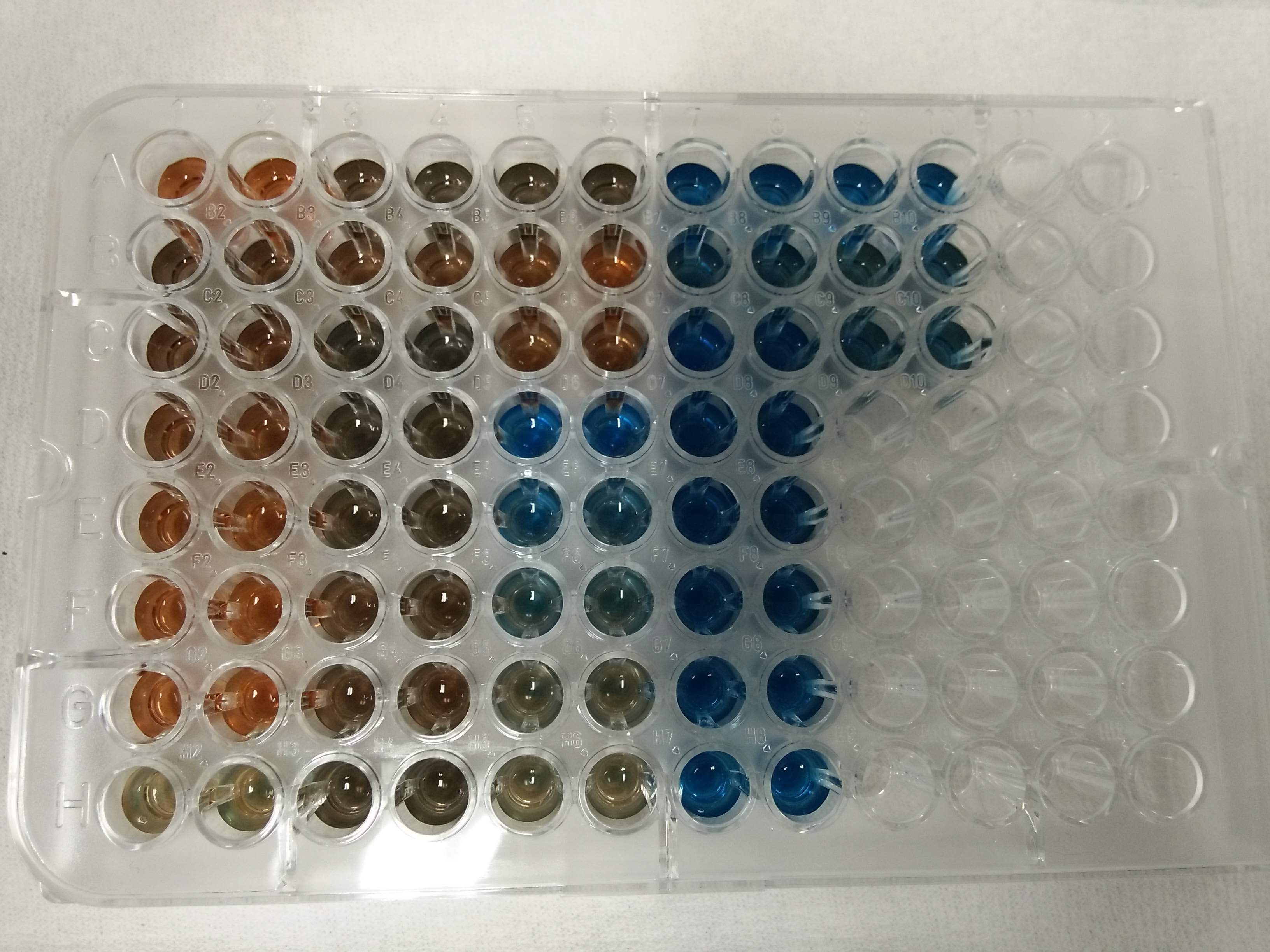
واکنش رنگی پروتئین و معرف برادفورد

## روشهای جایگزین
روشهای پروتئین جایگزین عبارتند از:
- طیف‌سنجی مرئی-فرابنفش
- آزمایش پروتئین بیورت
- سنجش پروتئین Lowry
- سنجش پروتئین BCA
- سنجش پروتئین سیاه آمیدو